# Batocera laena
Batocera laena es una especie de escarabajo longicornio del género Batocera,  subfamilia Lamiinae. Fue descrita científicamente por Thomson en 1858.
Se distribuye por Australia, Indonesia y Papúa Nueva Guinea. Mide 36-56 milímetros de longitud.